# 爆音夢花火
『爆音夢花火』（ばくおんゆめはなび）は、日本のバンド・THE BACK HORNの1枚目のDVD。2004年11月3日にビクターエンタテインメントから発売された。

## 概要
2004年7月17日に日比谷野外音楽堂で行なわれた野外ワンマンライブ「夏のワンマン市街戦!～夕焼け目撃者」の模様を収録した初の映像作品。リバーシブルジャケット仕様。初回盤のみ「万能妖怪風呂敷お歳暮」と「同時発売シングル連動特典応募ハガキ」が封入。シングル「コバルトブルー」と同時発売。

## 収録曲
1. オープニング・ムービー「爆音夢芝居」
菅波栄純監督・監修
2. レクイエム
3. サニー
4. 孤独な戦場
5. 8月の秘密
6. ひょうひょうと
7. 甦る陽
8. 夏草の揺れる丘
9. 花びら
10. 生命線
11. 野生の太陽
12. アカイヤミ
13. 風船
14. 冬のミルク
15. 涙がこぼれたら
16. 光の結晶
17. 空、星、海の夜
18. 夢の花
19. 未来
20. 未来 (Piano Version)